# Balmaclellan
Balmaclellan, schottisch-gälisch: Baile MhicIllFhaolain, ist eine Ortschaft in der schottischen Council Area Dumfries and Galloway. Sie liegt rund 33 Kilometer westlich von Dumfries und 50 km südöstlich von Ayr.

## Geschichte
1648 erbaute der Laird William McLellan nordöstlich von Balmaclellan Barscobe Castle. Auf dem Friedhof der Ortskirche findet sich das Grab von Robert Grierson, der sich 1683 für die Sache der Covenanter opferte. Des Weiteren befinden sich dort die Grabstätten der Familie Robert Patersons, welcher die Vorlage für Walter Scotts Roman Old Mortality lieferte. Rund vier Kilometer südlich von Balmaclellan wurde im späten 18. Jahrhundert die Wassermühle Ironmacannie Mill eingerichtet.
Die Einwohnerzahl Balmaclellans stieg im Laufe des 19. Jahrhunderts von 554 im Jahre 1801 auf 1145 im Jahre 1851 an. Danach war die Einwohnerzahl rückläufig. So wurden 1951 in Balmaclellan 550 Personen gezählt.

## Verkehr
Die A712 (Crocketford–Newton Stewart) tangiert Balmaclellan und bindet die Ortschaft an das Fernverkehrsstraßennetz an. 1,5 km westlich quert die Straße auf der Ken Bridge nahe New Galloway das Water of Ken. Die A713 verläuft 1,5 km westlich, die A702 2,5 km nördlich.